# Berlandina caspica
Berlandina caspica är en spindelart som beskrevs av A. V. Ponomarev 1979. Berlandina caspica ingår i släktet Berlandina och familjen plattbuksspindlar. Inga underarter finns listade.